# Lonchocarpus lilloi
Lonchocarpus lilloi là một loài thực vật có hoa trong họ Đậu. Loài này được (Hassl.) Burkart miêu tả khoa học đầu tiên.